# U-Bahnhof Hagendeel

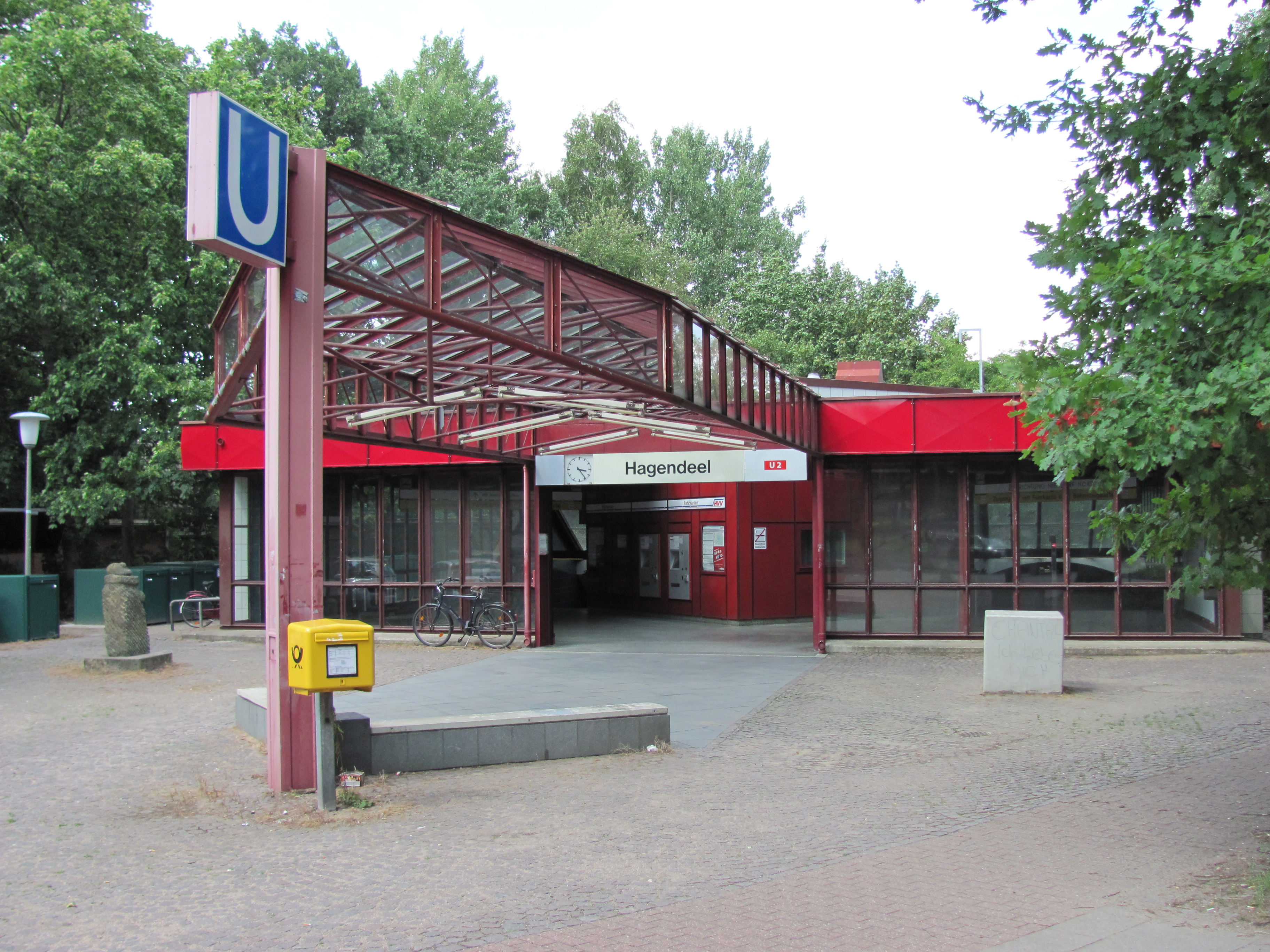
Zugangsgebäude

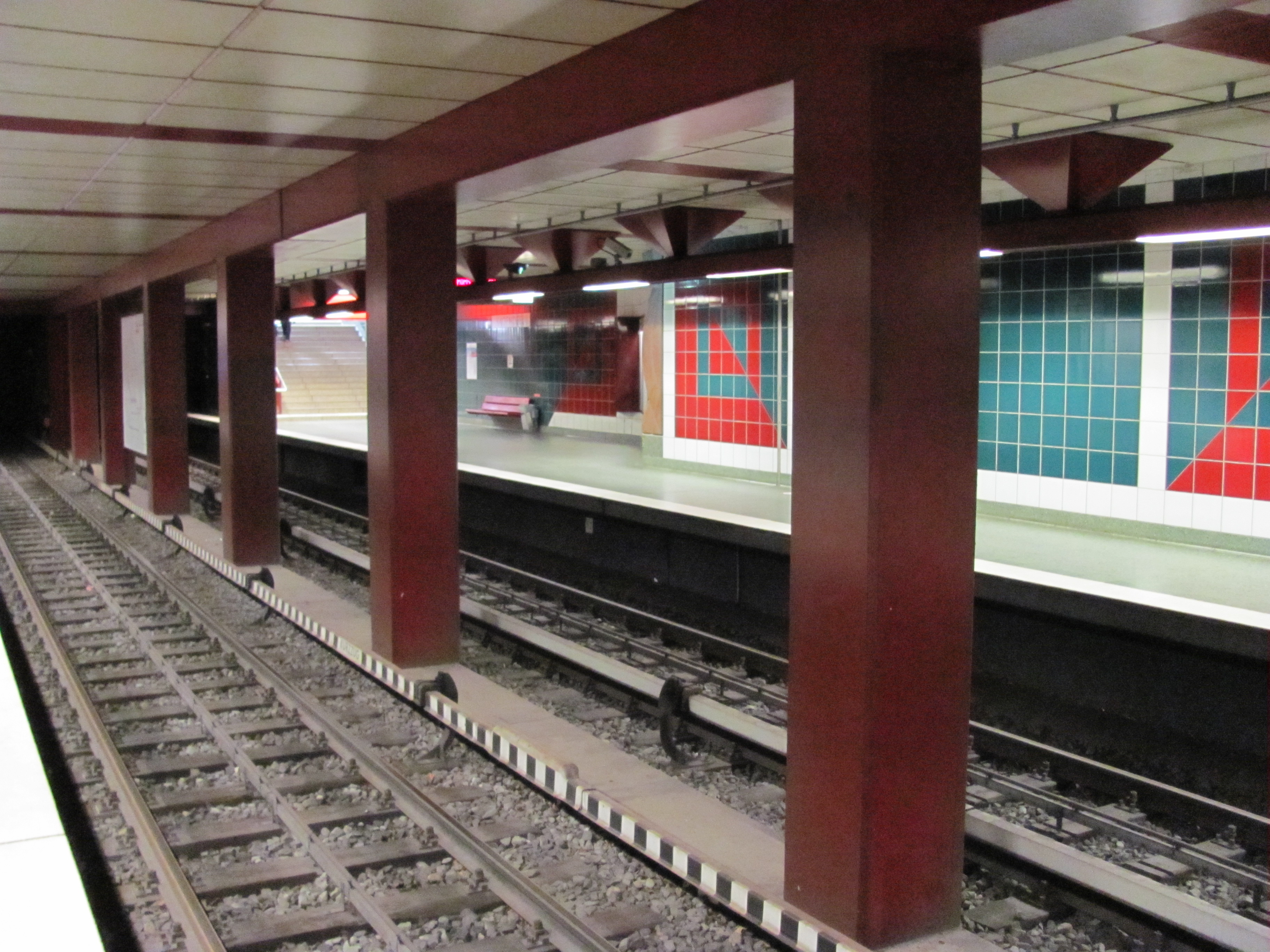
Gleisbereich

Der U-Bahnhof Hagendeel ist eine Haltestelle der Hamburger U-Bahn-Linie U2 im Stadtteil Lokstedt. Das Kürzel der Station bei der Betreiber-Gesellschaft Hamburger Hochbahn lautet „HL“. Der U-Bahnhof hat täglich 4.060 Ein- und Aussteiger (Mo–Fr, 2019).

## Geschichte
Seit 1955 wurde das Straßenbahnnetz Hamburgs zurückgebaut, bis am 1. Oktober 1978 mit der Linie 2 nach Niendorf die letzte Strecke stillgelegt wurde. Als Ersatz für die Straßenbahn wurde in Niendorf der Bau einer U-Bahn-Strecke gefordert. Da für eine Strecke vom Stephansplatz über das Grindelviertel,  dem Verlauf der Straßenbahn auf der Hoheluftchaussee nach Lokstedt folgend, keine finanziellen Mittel vorhanden waren, war nur eine Verlängerung der Strecke von Eimsbüttel aus möglich.
Dabei kam der U-Bahnhof Hagendeel in den ursprünglichen Planungen nicht vor, weil die Strecke zwischen der bisherigen Endhaltestelle Hagenbecks Tierpark und Niendorf wenig besiedeltes Gebiet quert. Auf Veranlassung der Bezirksversammlung von Eimsbüttel wurde jedoch die Haltestelle Hagendeel, noch unter dem Arbeitstitel „Hinter der Lieth“, als zusätzlicher Haltepunkt ergänzt.
Fast ein Jahr nach Einstellung der Straßenbahn begann der Bau der U-Bahn am 7. Juli 1979. Um Kosten zu sparen, sollten die Arbeiten eigentlich in offener Bauweise stattfinden, aus Umweltschutzgründen wurde die Strecke jedoch unterirdisch errichtet. Die Kostenfrage hatte auch Einfluss auf die Gestaltung des U-Bahnhofs Hagendeel. So sind dessen Seitenbahnsteige schmaler als üblich.
Die Eröffnung erfolgte am 1. Juni 1985.
Im Dezember 2015 war der Beginn des barrierefreien Ausbaus, der am 17. Dezember 2018 beendet wurde. Dazu wurden direkt hinter dem Zugangsgebäude zwei Fahrstuhlschächte gebaut, die direkt neben den Treppen auf den Bahnsteigen enden. Außerdem wurde der Bahnsteig erhöht, um einen niveaugleichen Ein- und Ausstieg zu ermöglichen, und ein taktiles Leitsystem für Sehbehinderte eingerichtet. Die Bauzeit dauerte ein Jahr länger als geplant, da ein hoher Grundwasserspiegel zu Problemen geführt hatte. Zusätzlich zum barrierefreien Ausbau wurde neben dem Eingangsgebäude noch eine Bike+Ride-Anlage errichtet.

## Anlage
Das Zugangsgebäude des U-Bahnhofs liegt an der Kreuzung der Straßen „Hinter der Lieth“ und „Liethwisch“ und damit am südlichen Ende des Bahnhofs. Die namensgebende Straße Hagendeel befindet sich etwa 200 Meter östlich. Das Gebäude ist eine Stahl- und Glaskonstruktion, die in Rot gehalten ist. Fahrkartenautomaten und Fahrgastinformationen befinden sich ebenerdig zur Straße, an den Seiten führen Treppen zu den Seitenbahnsteigen. Einen zweiten Ausgang gibt es nicht.
Die Wände der Bahnsteige sind mit roten und grünen Kacheln verkleidet, die mit weißen Kacheln abgesetzt sind. An den Wänden beider Bahnsteige befindet sich je eine raumhohe Stele aus poliertem roten Granit. Diese Skulpturen von Thomas Darboven tragen den Titel „Karyatiden“, sie wurden 1990 von der HVV im Rahmen von „Kunst am Bau“ angekauft. Der rostbraune Ton der Deckenleuchten findet sich auch an den tragenden Säulen zwischen den Gleisen. Der Fußboden ist hellgrün gefliest.
Der Abstand zur Haltestelle Hagenbecks Tierpark beträgt 1310 Meter, nach Niendorf Markt 1905 Meter.

## Anbindung
Der U-Bahnhof Hagendeel wird tagsüber im 5-Minuten-Takt angefahren, in den übrigen Zeiten wird die Station alle zehn Minuten bedient. Einen Übergang zu anderen öffentlichen Verkehrsmitteln gibt es nicht.
| Linie | Verlauf |
| ----- | --- |
| U 2   | Niendorf Nord – Schippelsweg – Joachim-Mähl-Straße – Niendorf Markt – Hagendeel – Hagenbecks Tierpark – Lutterothstraße – Osterstraße – Emilienstraße – Christuskirche – Schlump – Messehallen – Gänsemarkt (Oper) – Jungfernstieg – Hauptbahnhof Nord – Berliner Tor – Burgstraße – Hammer Kirche – Rauhes Haus – Horner Rennbahn – Legienstraße – Billstedt – Merkenstraße – Steinfurther Allee – Mümmelmannsberg |